# Летна (Прага)

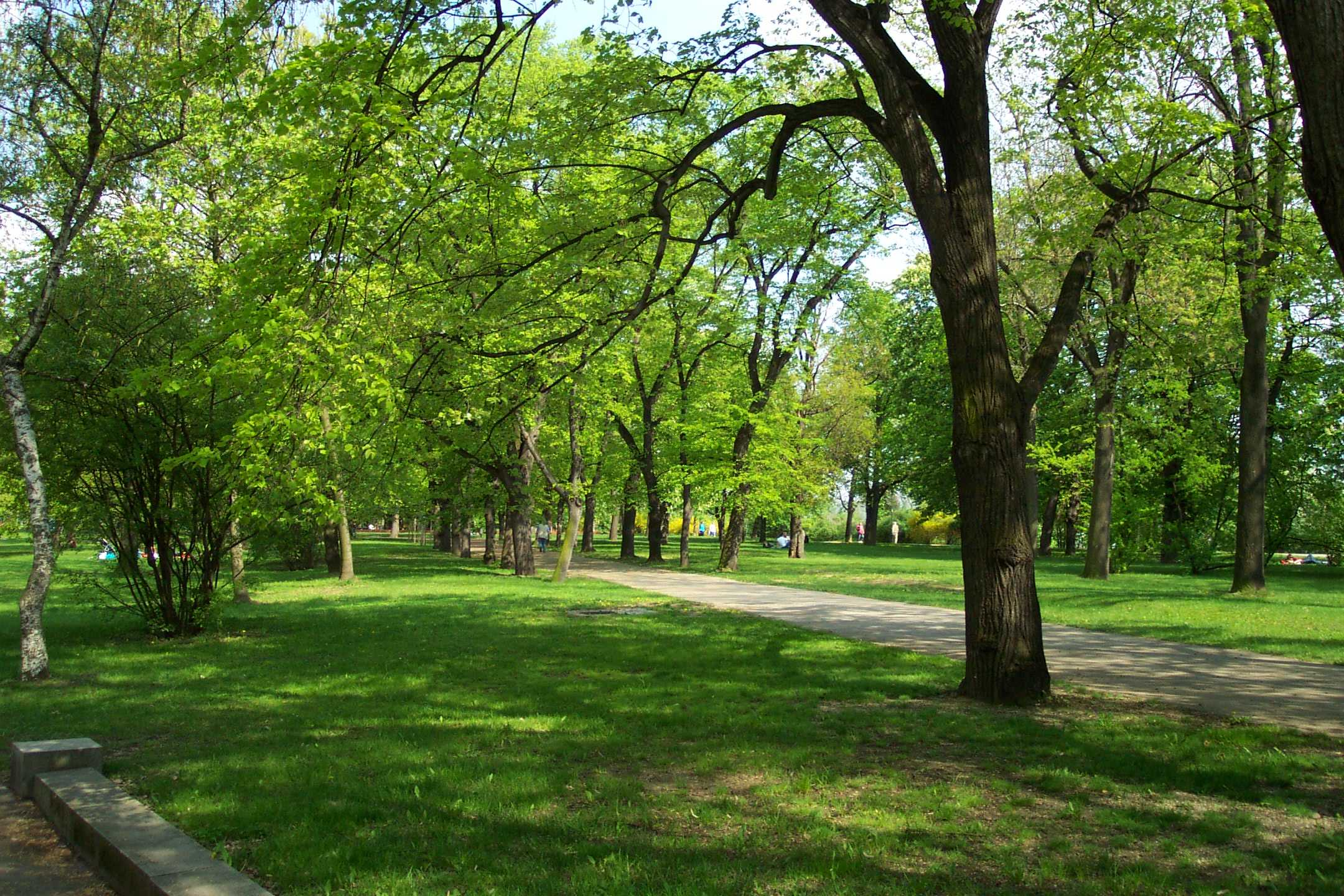
Лесопарк Летна в центре Праги

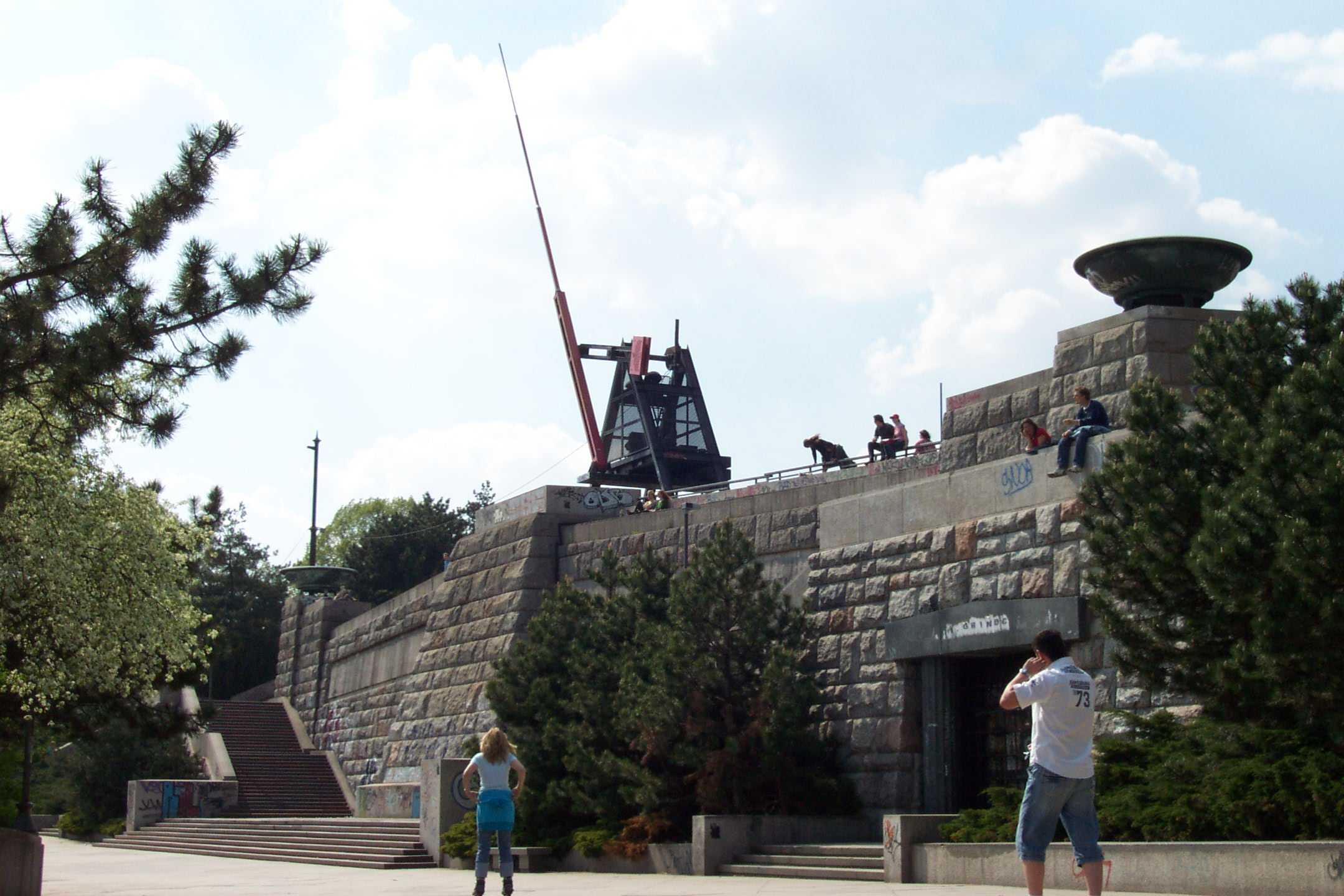
гигантский метроном, установленный на цоколе Памятника Сталину

Летна (чеш. Letná) — холмистое урочище в центре столицы Чехии городе Праге, расположенное на левом берегу реки Влтава напротив исторического района Праги Старе-Место, близ моста Штефаника. Вместе с Голешовице и Бубенеч входит в административный район Прага 7.
Летна известна, как городская зона рекреации. Отсюда открываются виды на правобережную Прагу, на Влтаву и на её мосты. Природный парк занимает территорию около 3 га. В средневековье здесь были охотничьи угодья местной знати. Облагораживать территорию Летны начали только в конце XIX века, постепенно превращая лес в парк для отдыха горожан.
Под Летна пролегает Летенский туннель. Среди достопримечательностей Летны: Ханавский павильон — барочное здание, где размещалась администрация Юбилейной Всемирной ярмарки, работающая карусель-аттракцион — старейшая в Европе карусель, которая работает по сей день, и огромный работающий Пражский метроном.
Метроном был установлен в 1991 году на цоколе, оставшемся от памятника Сталину. Крупнейшая скульптурная группа в Европе, которая была посвящена руководителю СССР Иосифу Сталину, располагалась на Летенской смотровой площадке в 1955—1962 годах. Памятник, открытый 1 мая 1955 года, в 1962 году, после разоблачения культа личности Сталина, был взорван.